# بورجوکایا (اخلاط)
بورجوکایا (به ترکی استانبولی: Burcukaya، به ارمنی: Մեծիկ، به کردی: Mesik) یک منطقهٔ مسکونی در ترکیه است که در اخلاط واقع شده‌است. بورجوکایا ۴۴۰ نفر جمعیت دارد.